# أوستن أرنيت
أوستن مارلو أرنيت (بالإنجليزية: Austin Marlow Arnett؛ مواليد 22 أكتوبر 1991) هو مُقاتل فنون قتالية مختلطة أمريكي.

## وصلات خارجية
- أوستن أرنيت على موقع بوكس ريك (الإنجليزية) (registration required)
- أوستن أرنيت على موقع يو إف سي (الإنجليزية)
- أوستن أرنيت على موقع شيردوغ (الإنجليزية)
- أوستن أرنيت على موقع Tapology.com (الإنجليزية)